# Wellsville (Pensilvania)
Wellsville es un borough ubicado en el condado de York en el estado estadounidense de Pensilvania. En el año 2020 tenía una población de 301 habitantes y una densidad poblacional de 1003,3 personas por km².

## Geografía
Wellsville se encuentra ubicado en las coordenadas 40°03′01″N 76°56′26″O / 40.05028, -76.94056.

## Demografía
Según la Oficina del Censo en 2000 los ingresos medios por hogar en la localidad eran de $43,750 y los ingresos medios por familia eran $51,667. Los hombres tenían unos ingresos medios de $33,281 frente a los $25,313 para las mujeres. La renta per cápita para la localidad era de $17,689. Alrededor del 9% de la población estaba por debajo del umbral de pobreza.